# Juan Cruz Di Palma
Juan Cruz Federici Di Palma, renombrado como Juan Cruz Di Palma (Arrecifes, Buenos Aires, Argentina; 5 de septiembre de 1994) es un piloto argentino de automovilismo de velocidad. Es uno de los miembros más jóvenes del denominado Clan Di Palma, familia argentina de tradición dentro del automovilismo argentino, ya que es nieto del reconocido piloto argentino y excampeón de Turismo Carretera, Luis Rubén Di Palma, e hijo del matrimonio conformado por José Federici y Andrea Di Palma, hija de Rubén. Sus tíos son los reconocidos pilotos de automovilismo argentino José Luis, Patricio y Marcos Di Palma, mientras que Luis José Di Palma es su primo.
Inició su carrera deportiva muy joven, cuando con 10 años comenzó a competir en Kartings, sin embargo debido a su estado físico debió abandonar a los 14 (con esa edad, ya llegaba a 1,80 m de estatura). A los 15 años debutó en la Fórmula 4, compitiendo hasta entrados los 17. En el año 2010 participó de una carrera especial del Top Race Junior, corriendo como invitado del piloto Mauricio Chiaverano. Tras estas experiencias, tendría su prueba de fuego en el año 2012 cuando con 17 años decidió debutar en el TC Pista Mouras, compitiendo en las últimas 7 fechas de ese año. Obtuvo su primer pole position en la penúltima fecha del calendario 2012 y su primer podio al alcanzar el segundo puesto en el Gran Premio Coronación de ese año. Tras estas actuaciones, continuaría compitiendo durante toda la temporada del año 2013, llegando a pelear por el título y culminando el torneo en la 3.ª ubicación, habiendo obtenido además 3 triunfos en el año. Estos pergaminos lo harían acreedor de un ascenso a la divisional TC Mouras en la que compite desde el año 2014.

## Trayectoria
| Año       | Categoría                                     | Automóvil           |
| --------- | --------------------------------------------- | ------------------- |
| 2004-2008 | Piloto de karts                               | Karting             |
| 2009      | Debut en Fórmula 4 APAP                       | Crespi-Audi         |
| 2010      | Fórmula 4 APAP                                | Crespi-Audi         |
| 2010      | Invitado Carrera de la historia del TR Junior | Chevrolet Vectra II |
| 2011      | Fórmula 4 APAP                                | Crespi-Audi         |
| 2012      | Fórmula 4 APAP                                | Crespi-Audi         |
| 2012      | Debut en TC Pista Mouras                      | Chevrolet Chevy     |
| 2013      | TC Pista Mouras                               | Chevrolet Chevy     |
| 2013      | Torneo de pilotos invitados de TC Mouras      | Ford Falcon         |
| 2014      | TC Mouras, debut oficial                      | Chevrolet Chevy     |
| 2015      | TC Mouras                                     | Chevrolet Chevy     |
| 2016      | TC Mouras                                     | Chevrolet Chevy     |
| 2016      | TC Mouras                                     | Dodge Cherokee      |
| 2017      | Turismo Pista, Clase 2                        | Chevrolet Celta     |

- [5]

### Resultados completos en TC Pista Mouras
| Año  | Equipo         | Automóvil       | Fechas | Fechas | Fechas | Fechas | Fechas | Fechas | Fechas | Fechas | Fechas | Fechas | Fechas | Fechas | Fechas | Fechas | Posición final      |
| ---- | -------------- | --------------- | ------ | ------ | ------ | ------ | ------ | ------ | ------ | ------ | ------ | ------ | ------ | ------ | ------ | ------ | ------------------- |
| 2012 | Canapino Sport | Chevrolet Chevy | 01     | 02     | 03     | 04     | 05     | 06     | 07     | 08     | 09     | 10     | 11     | 12     | 13     | 14     | 15 (62.50 puntos)   |
| 2012 | Canapino Sport | Chevrolet Chevy | -      | -      | -      | -      | -      | -      | -      | 17     | 11     | 7.º    | 4.º    | 8.º    | 19     | 2.º    | 15 (62.50 puntos)   |
| 2013 | Canapino Sport | Chevrolet Chevy | 01     | 02     | 03     | 04     | 05     | 06     | 07     | 08     | 09     | 10     | 11     | 12     | 13     | 14     | 3.º (403.50 puntos) |
| 2013 | Canapino Sport | Chevrolet Chevy | 1.º    | 3.º    | 20     | 6.º    | 1.º    | 1.º    | 11     | 8.º    | 3.º    | 24     | 2.º    | 7.º    | 20     | 18     | 3.º (403.50 puntos) |

### Resultados completos TC Mouras
| Año  | Equipo         | Automóvil       | Fechas | Fechas | Fechas | Fechas | Fechas | Fechas | Fechas | Fechas | Fechas | Fechas | Fechas | Fechas | Fechas | Fechas | Posición final       |
| ---- | -------------- | --------------- | ------ | ------ | ------ | ------ | ------ | ------ | ------ | ------ | ------ | ------ | ------ | ------ | ------ | ------ | -------------------- |
| 2014 | Canapino Sport | Chevrolet Chevy | 01     | 02     | 03     | 04     | 05     | 06     | 07     | 08     | 09     | 10     | 11     | 12     | 13     | 14     | 12 (419.75 puntos)   |
| 2014 | Canapino Sport | Chevrolet Chevy | 11     | 17     | S      | 9.º    | 14     | 16     | 16     | 10     | 9.º    | 5.º    | 18     | 18     | 14     | 4.º    | 12 (419.75 puntos)   |
| 2015 | Donto Racing   | Chevrolet Chevy | 01     | 02     | 03     | 04     | 05     | 06     | 07     | 08     | 09     | 10     | 11     | 12     | 13     | 14     | 14.º (340.50 puntos) |
| 2015 | Donto Racing   | Chevrolet Chevy | 6.º    | 9.º    | 8.º    | 14     | NL     | 7.º    | 7.º    | 6.º    | 9.º    | 8.º    | 19     | 23     | -      | -      | 14.º (340.50 puntos) |